# Rögnitz
Rögnitz ist eine Gemeinde im Süden des Landkreises Nordwestmecklenburg in Mecklenburg-Vorpommern (Deutschland). Die Gemeinde wird vom Amt Gadebusch mit Sitz in der Stadt Gadebusch verwaltet.

## Ortsname
Der Ortsname leitet sich vom altslawischen Wort rogŭ oder rakyta für Horn ab und bedeutet so viel wie Horndorf.

## Geografie
Die Gemeinde Rögnitz im Biosphärenreservat Schaalsee liegt nur wenige Kilometer östlich des Schaalsees, der die Landesgrenze zu Schleswig-Holstein bildet. Das hügelige Gebiet um die Gemeinde gehört zum Einzugsgebiet der Schilde, die über die Schaale und Sude in die Elbe fließt. Im Süden grenzt das Gemeindegebiet an den Landkreis Ludwigslust-Parchim.
Umgeben wird Rögnitz von den Nachbargemeinden Krembz im Norden und Osten, Wittendörp im Süden sowie Zarrentin am Schaalsee im Westen.
Zu Rögnitz gehören die Ortsteile Bentin (am 1. Juli 1950 eingemeindet) und Woldhof.
Die Gemeinde wird nach wie vor von der Landwirtschaft geprägt.

## Politik

### Wappen, Flagge, Dienstsiegel
Die Gemeinde verfügt über kein amtlich genehmigtes Hoheitszeichen, weder Wappen noch Flagge. Als Dienstsiegel wird das kleine Landessiegel mit dem Wappenbild des Landesteils Mecklenburg geführt. Es zeigt einen hersehenden Stierkopf mit abgerissenem Halsfell und Krone und der Umschrift „GEMEINDE RÖGNITZ • LANDKREIS NORDWESTMECKLENBURG“.

## Sehenswürdigkeiten
- altes Gutshaus auf dem von Linden eingerahmten Dorfplatz
- aus Findlingen gebaute Häuser in Rögnitz sowie im Ortsteil Woldhof

→ Siehe auch Liste der Baudenkmale in Rögnitz

## Verkehrsanbindung
14 Kilometer nördlich von Rögnitz liegt die Kleinstadt Gadebusch. Dort besteht Anschluss an das überregionale Fernstraßennetz (Bundesstraße 208, Bundesstraße 104) und Bahnanschluss nach Schwerin. Die Autobahn-Auffahrt Wittenburg ist etwa 15 Kilometer entfernt (A 24 von Hamburg nach Berlin).

## Belege
1. ↑  Statistisches Amt M-V – Bevölkerungsstand der Kreise, Ämter und Gemeinden 2023 (XLS-Datei) (Amtliche Einwohnerzahlen in Fortschreibung des Zensus 2011) (Hilfe dazu).
2. ↑  Paul Kühnel: Die slavischen Ortsnamen in Meklenburg. in: Jahrbücher des Vereins für Mecklenburgische Geschichte und Altertumskunde. - Bd. 46 Schwerin 1881
3. ↑  Hauptsatzung § 1 Abs.2